# Aeroportul Snap Lake
Aeroportul Snap Lake (IATA: YNX) este un aeroport din Snap Lake Diamond Mine⁠(d), Teritoriile de Nord-Vest, Canada. Aeroportul a fost tranzitat în 2017 de 0 pasageri.
Situat la o altitudine de 465 m, aeroportul dispune de o singură pistă. Este operat de De Beers (Canada)⁠(d).